# Afrikai olajgalamb
Az afrikai olajgalamb (Columba arquatrix) a madarak osztályának galambalakúak (Columbiformes) rendjéhez és a galambfélék (Columbidae) családjához tartozó faj.

## Előfordulása
Angola, Burundi, Dél-Szudán, Kongói Demokratikus Köztársaság, Etiópia, Kenya, Malawi, Mozambik, Ruanda, Szaúd-Arábia, Szomália, Dél-afrikai Köztársaság, Szváziföld, Tanzánia, Uganda, Jemen, Zambia és Zimbabwe területén honos. Olykor Dzsibutiban is előfordul.
Hűvös, nedves erdőkben él 1400 méter magasságban, de megtalálható mezőgazdasági területeken is.

## Megjelenése
A kifejlett hím elérheti akár a 42 centimétert is. Szárnyai feketék, fehér pöttyökkel. Nyaka rózsaszín, lába sárga. A nemek hasonlóak, a tojó kevésbé díszes.

## Életmódja
Tápláléka legnagyobb részt lombkoronán termő, bogyós gyümölcsökböl áll, de lehullott gyümölcsöket, magvakat és rovarokat is fogyaszt.

## Szaporodása
Fészkét fákra építi maximum 15 méter magasságba. Fészekalja általában 1 fehér tojásból áll (ritkán 2), amelyet 17–20 napig költ. A fiókák a kikelés után 20 nappal kezdenek el tollasodni.

### Fordítás
Ez a szócikk részben vagy egészben  az   African Olive-pigeon című angol Wikipédia-szócikk fordításán alapul.  Az eredeti cikk szerkesztőit annak laptörténete sorolja fel. Ez a jelzés csupán a megfogalmazás eredetét és a szerzői jogokat jelzi, nem szolgál a cikkben szereplő információk forrásmegjelöléseként.